# Karel Koecher
Karel Koecher (* 21. September 1934 in Bratislava) ist ein tschechoslowakischer Übersetzer, der als KGB-Agent in den USA tätig war.

## Leben
Nach seiner Schulzeit war er zunächst als Autor von Radiosatirestücken tätig. 1960 wurde er Mitglied der Kommunistischen Partei (KSČ) und 1962 wurde er vom  tschechoslowakischen Geheimdienst (StB) als Agent angeworben. Aufgrund seiner englischen Sprachkenntnisse wurde Koecher 1965 in die Vereinigten Staaten eingeschleust. Er studierte Philosophie an der Columbia University und erhielt 1971 die US-amerikanische Staatsbürgerschaft. 1973 wurde er vom US-amerikanischen Geheimdienst CIA als Übersetzer angestellt. Aufgrund seiner Übersetzerarbeiten im Laufe der folgenden Jahre und den ihm dadurch zugänglichen Dokumenten wurde er zu einer der wichtigsten Informationsquellen des sowjetischen Geheimdienstes KGB.
Er war mit Hana Koecherova verheiratet. Am 27. November 1984 wurde er gemeinsam mit seiner Ehefrau vom US-amerikanischen FBI verhaftet. Auf der Glienicker Brücke in Berlin wurde er am 11. Februar 1986 gegen Anatoli Schtscharanski ausgetauscht. Er kehrte nach Prag zurück, wo er in allen Ehren von tschechoslowakischen Regierungsvertretern empfangen wurde, und erhielt eine Anstellung am Prager Institut für Ökonomische Analyse.